# کانون کمونیسم کارگری
کانون کمونیسم کارگری در سال ۱۳۶۸ خورشیدی توسط منصور حکمت، کورش مدرسی، ایرج آذرین و رضا مقدم در حزب کمونیست ایران ساخته شد. هدف از ایجاد این کانون این بود که بتوان نیروی حزب کمونیست ایران را بسرعت به یک حزب کارگری تبدیل کرد. این کانون  با در دستور گذاشتن یک سری سمینارها و بحث‌های سیاسی یک فراکسیون در درون حزب کمونیست ایران تشکیل داد. فراکسیون مزبور سپس در سال ۱۳۷۰ (۱۹۹۱ میلادی) از این حزب انشعاب کرده و حزب کمونیست کارگری را در روز ۳۰ نوامبر ۱۹۹۱ در شهر مالمو در جنوب سوئد بنیاد گذاشتند. فراکسیون کمونیسم کارگری بر آن بود تا فعالیتی کاملاً متفاوت را در جنبش چپ سازمان دهد. رئوس این فعالیت‌ها در یکی از نوشته‌های معروف منصور حکمت بنام «تفاوت‌های ما»
بتفصیل تشریح شده‌است.